# Ricardo La Volpe
Ricardo Antonio La Volpe Quarchione (* 6. Februar 1952 in Buenos Aires, Argentinien) ist ein ehemaliger Fußballspieler und jetziger -trainer. Von 2002 bis 2006 war er Chefcoach der mexikanischen Nationalmannschaft.

## Karriere als Spieler
Seine Profikarriere bestritt La Volpe zwischen 1970 und 1983 in Argentinien und zuletzt in Mexiko. Zur Weltmeisterschaft 1978 berief ihn Nationaltrainer César Luis Menotti als dritten Torwart in die argentinische Nationalmannschaft, die das Turnier gewann. 

## Karriere als Trainer
In Mexiko war La Volpe vor seinem Engagement für den Verband bei zahlreichen Klubs beschäftigt; er begann als Trainer bei Oaxtepec von 1983 bis 84, seine anschließenden Stationen in Mexiko waren Ángeles (1984 bis 1986), Guadalajara (1989 bis 1990), Querétaro (1990 bis 1991), Atlante (1991 bis 1996), América (In der Saison 1996/97), Atlas (1997 bis 2001) und in Toluca (von 2001 bis 2002). Mit Atlante gewann er in der Saison 1992/93 die mexikanische Meisterschaft. Durch seine Trainerstationen kannte er sich sehr gut im mexikanischen Fußball aus und wurde vom mexikanischen Verband am 4. Februar 2003 verpflichtet. Der dunkelhaarige Mann mit buschigem Schnauzbart war Nachfolger des bei der Fußball-Weltmeisterschaft 2002 durch das Aus im Achtelfinale gegen die USA in Ungnade gefallenen Javier Aguirre Onaindia.
Der in Buenos Aires geborene Argentinier, der seit langer Zeit in Mexiko lebt und mit einer Mexikanerin verheiratet ist, war zu Beginn seiner Tätigkeit nicht sehr beliebt. Zum einen weil Argentinier in Zentral- und Südamerika nicht gerade beliebt sind und zum anderen weil La Volpe als früherer dritter Nationaltorhüter keine große Reputation als Spieler mitbringen konnte. Er begann sein Debüt als Trainer ausgerechnet gegen sein Heimatland Argentinien und verlor knapp mit 0:1.
In den zwei Jahren seiner Dienstzeit hatte er das mexikanische Team zu einer technisch teils brillanten, taktisch geschulten und athletisch kräftigen Einheit gemacht. Bis zur Niederlage im Confed-Cup-Halbfinale 2005 gegen Argentinien (im Elfmeterschießen) war seine Elf 20 Spiele ungeschlagen, die Niederlage gegen Brasilien bei der Copa América war zugleich die bislang letzte gewesen. Die anderen vier Spiele der zurückliegenden fünf Begegnungen mit den Brasilianern wurden gewonnen, z. B. mit 1:0 im zweiten Gruppenspiel des Konföderationen-Pokals 2005.
Bei der Fußball-Weltmeisterschaft 2006 hat es Mexiko bis ins Achtelfinale geschafft, scheiterte dann jedoch gegen Argentinien mit einem 1:2 nach Verlängerung. Durch diese Niederlage konnte sich La Volpe nicht in seinem Image in der Öffentlichkeit verbessern.
Nach der WM wurde er in seiner Heimat Trainer der Boca Juniors, trat jedoch nach nur wenigen Monaten wieder zurück, nachdem seine Mannschaft das Entscheidungsspiel um die Meisterschaft 2006 überraschend gegen Estudiantes de La Plata verloren hatte. Von 2006 bis 2010 gelang es La Volpe nicht, bei einem seiner Vereine länger als ein Kalenderjahr zu verbleiben. Nachdem er die Boca Juniors verlassen hatte, trainierte er in kurzer Folge 2007 Vélez Sársfield (Vertragsunterzeichnung Ende Dezember 2006), 2008 den CF Monterrey, 2009 Atlas Guadalajara und 2010 Nacional Montevideo. Im September 2010 wurde er zum Chefcoach der costa-ricanischen Nationalmannschaft berufen, gab diesen Posten aber wegen Meinungsverschiedenheiten mit den Spielern bereits im August 2011 wieder auf. Am 28. August wurde er Nachfolger des am Vortag entlassenen Sebastián Méndez als Trainer beim argentinischen Erstligisten CA Banfield, den er als Tabellenletzter der Apertura 2011 übernahm. Ende Dezember 2011 wurde er dort durch Jorge da Silva ersetzt und löste Anfang Januar 2012 seinen Vertrag bei den Argentiniern auf. Anschließend war ab Mai 2012 er bis Ende Januar 2013 Trainer beim mexikanischen Verein Atlante. Von diesem Posten trat er aus gesundheitlichen Gründen wegen einer aufgrund eines Aneurysma an der abdominalen Aorta durchzuführenden Operation zurück.

## Trivia
La Volpe ist dafür bekannt, ein leidenschaftlicher Kettenraucher zu sein. In den deutschen Medien wird er deswegen im deutschsprachigen Raum öfter "El Fluppe" genannt, während er ansonsten aufgrund seines auffälligen Schnurrbarts auch mit dem Spitznamen Bigoton versehen wird.